# Livland guvernement
Livland guvernement var et af de tre baltiske guvernementer, der indgik i det Russiske Kejserrige, og hvis territorium i dag er delt mellem Estland og Letland.

## Geografi
Guvernementet var afgrænset mod nord af Estland, mod øst af søen Peipsi, som adskilte
Livland fra Sankt Petersborg guvernement og Pskov guvernement, mod sydøst af Vitebsk, mod sydvest af Kurland og mod vest af Rigabugten. Det havde en areal på 47.029 km2, hvoraf 2.876 km2 bestod af øerne (Øsel, Moon, Kynø, Runø med flere.

## Befolkning og sociale forhold
Indbyggertallet blev opgjort i 1897 til 1.295.231. Størstedelen var estere, i den nordlige del (40%), og letter i den sydlige del (43,4%) samt tyskere (7,6%), der fortrinsvis omfattede adelen ogh byernes borgerskab, russere (omkring 5,4%), polakker (1,2%) og jøder (2%). Livere, som har givet sit navn til landet, var næsten sammensmeltet med letterne. Sproggrænsen mellem estere og lettere gik fra Salis over Rujen, Walk og Rauge til Marienburg.
I trosmæssig henseende var 1897 79,8% protestanter, 14,3% russisk-ortodokse (dog var en betydelig del raskolnikker), 2% jøder og 2,3% romerske katolikker.
Undervisningssproget var i alle skoler, også de private, fra 1887 russisk, og den russiske regering arbejdede på en russificering af Livland på samme måde som i de andre Østersøprovinser. I 1835 blev den russiske lovbog indført, og i 1867 og igen i 1885 blev det russiske sprogs anvelse påbudt i stedet for tysk.
Bønderne ejede kun 15% af landets jord, adelen (tyskerne) ejede resten. Livegenskabet blev ophævet i 1819, og bønderne fik formelt deres fulde frihed, selv om de fortsat stod under godsejernes jurisdiktion. Fra 1849 var det tvangsarbejde, de måtte udføre for godsejerne efterhånden, omend ikke fuldstændigt, blevet afløst af betaling i penge, og bønderne fik ret til at købe deres jordlodder.

## Forvaltning
I spidsen for Livlands forvaltning stod en guvernør (før 1876 havde de russiske Østersøprovinser en fælles generalguvernør, som havde sin residens i Riga.) Fra Livlands overdomstol (Hofgericht) i Dorpat kunne afgørelser appeleres til senatet i Sankt Petersborg.
De i Livland udstationerede tropper lød under generalguvernøren i Vilnas overkommando. Den lutherske kirke stod under det livlandske konsistorium i Riga.
Guvernementet var inddelt i ni kredse: Riga, Wolmar, Wenden, Walk, Dorpat, Pernau, Fellin, Werro og Arensburg (Ösel).

## Historie
Området hed oprindeligt Riga guvernement (russisk: Рижская губерния) efter byen Riga, hovedstaden i Livland. Det oprettedes den 28. juli 1712 på området for det tidligere Svensk Livland, et område der var blevet erobret fra Sverige under Den Store Nordiske Krig. Livland havde kapituleret i 1710 og blev formelt overdraget til Rusland i forbindelse med Freden i Nystad i 1721. Under en efterfølgende administrativ omgruppering i 1796 fik guvernementet navnet Guvernement Livland.
Indtil slutningen af det 19. århundrede var Guvernement Livland ikke administreret direkte fra den russiske centraladministeration i Sankt Petersborg, men provinsen blev i stedet administreret af den lokale tyskbaltiske adel gennem en feudal landdag (tysk: Landtag). Efter den russiske februarrevolution i 1917, blev den nordlige del af Guvernement Livland overført til Guvernementet Estland for at danne det nye Autonome Guvernement Estland.
Autonome Guvernement Estland deklarerede Estlands selvstændighedserklæring den 24. februar 1918, en dag før området blev besat af tyske tropper under 1. verdenskrig. Med Brest-Litovsk-freden den 3. marts 1918, accepterede det bolsjevistiske Rusland tabet af Guvernement Livland og med aftaler indgået i Berlin den 27. august 1918 blev det Autonome Guvernement Estland og Guvernement Livland afgivet til Tyskland. Efter Tysklands nederlag i 1. Verdenskrig (november 1918) blev den sydlige del af det tidligere Guvernement Livland genstand for den lettiske krig for uafhængighed mellem tre stridende grupperinger: "røde" tropper (kommunistiske og pro-sovjetiske), "hvide" tropper (borgerlige og tilhængere af lettisk uafhængighed), samt tysk-baltiske frikorps der ønskede at bevare den tysk-baltiske adels magt og oprette en pro-tysk sattelitstat. Krigen endte med sejr til tilhængerne af lettisk uafhængighed, og det tidligere guvernement har siden da været delt mellem Letland og Estland.

## Russiske guverører
- 1712–1719 Guvernør, prins Aleksandr Mensjikov (kun formelt)
- 1719–1726 Prins Anikita Repnin
- 1727–1751 Feltmarskalk Peter Lacy
- 1751–1753 Prins Vladimir Petrovitsj Dolgorukij
- 1753–1758 Pjotr Vojeikov
- 1758–1761 Prins Vladimir Petrovitsj Dolgorukij
- 1762–1791 Generalguvernør, greve George von Browne
- 1792–1798 Nikolaj Repinin (også for Estland)
- 1798–1800 Ludwig von Nagell
- 1800–1801 Peter Ludwig von der Pahlen
- 1801–1803 Sergej Golitson
- 1803–1807 Friedrich Wilhelm von Buxhoevden
- 1807–1810 Ivan Repjev
- 1810–1812 Dimitrij Lobanov-Rostovskij
- 1812–1812 Johann Magnus von Essen
- 1812–1829 Filippo Osipovitsj Paulucci
- 1829–1845 Carl Magnus von der Pahlen
- 1845–1848 Jevgenij Golovin (også for Estland)
- 1848–1861 General Aleksandr Arkadijevitsj Suvorov (også for Estland)
- 1861–1864 Wilhelm Heinrich von Lieven
- 1864–1866 Pjotr Sjuvalov
- 1866–1866 Eduard Baranov
- 1866-1876 General Pjotr Romanovitsj Bagration (også for Estland)
- 1876–1883 Alexander von Üxküll-Güldenband
- 1883–1885 Ivan Sjevitsj
- 1885–1895 Mikhail Zinovjev
- 1895–1900 Vladimir Suvurov
- 1901–1905 Mikhail Pusjkov
- 1905–1906 Vassilij Sologub
- 1906–1909 Alexander Möller-Zakomelski
- 1909–1914 Nikolaj Svegintsev
- 1914–1916 Arkadij Kelepovskij
- 1916–1917 Nikolaj Lavrinovskij